# Mausoleum van Halicarnassus

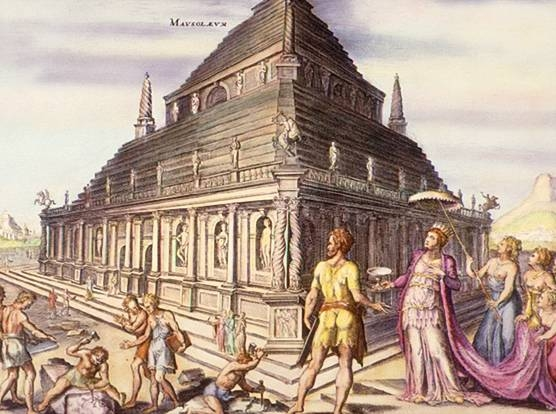
Het Mausoleum van Halicarnassus, afgebeeld door de 16e-eeuwse Nederlandse schilder Maarten van Heemskerck

Het Mausoleum van Halicarnassus (Oudgrieks: ὁ Τάφος τοῦ Μαυσσώλου; τὸ Μαυσσώλειον Ἁλικαρνασσεύς, τὸ Μαυσ(σ)ωλ(λ)εῖον τοῦ Ἁλικαρνασσοῦ; ho Táphos tou Maussôllou, tò Maussôleíon Halikarnasseús, tò Mausôleíon toû Halikarnassoû = "het graf van de Maussollos", Latijn: "sepulcrum Mausoli Halicarnasense", "Mausoleum Halicarnasense") was de graftombe, het mausoleum van Maussollos, de satraap (gouverneur) van Carië van 377 tot 353 v. Chr. Het wordt algemeen gerekend tot de zeven klassieke wereldwonderen. Het woord "mausoleum" voor praalgraf is afgeleid van de naam Maussollos.
Maussollos verlegde zijn residentie naar de stad Halicarnassus (tegenwoordig Bodrum in Turkije). Daar werd het mausoleum na zijn dood in 353 v.Chr. gebouwd door de architecten Pytheos en Satyros in opdracht van Maussollos' weduwe, zijn zus satraap Artemisia II. Het mausoleum bevatte de urn met de as van Maussollos en de graftombe met het lijk van zijn echtgenote-zus Artemisia.
Het gebouw had een rechthoekige vorm. Boven op het bouwsel stond een strijdwagen, getrokken door paarden die leken op te stijgen. In de wagen waren de satraap Maussollos en zijn echtgenote afgebeeld. Voor het beeldhouwwerk werden vier van de grootste beeldhouwers van deze periode ingeschakeld: Skopas, Bryaxis, Leochares en Timotheos. De toeschrijving van de overgebleven sculptuur, die zich in het British Museum in Londen bevindt, is onzeker en controversieel.
Bekend is dat ten tijde van Columbus' ontdekking van de Nieuwe Wereld het monument nog bestond. Niet veel later dan de 13e eeuw werd het bouwwerk door een aardbeving verwoest. In 1522 gebruikten de Johannieters materiaal ervan om de Petrusburcht te versterken. De fundamenten zijn nog te zien in Bodrum.

## Navolging in moderne architectuur
Vooral in de 20e eeuw heeft het mausoleum moderne architecten geïnspireerd:

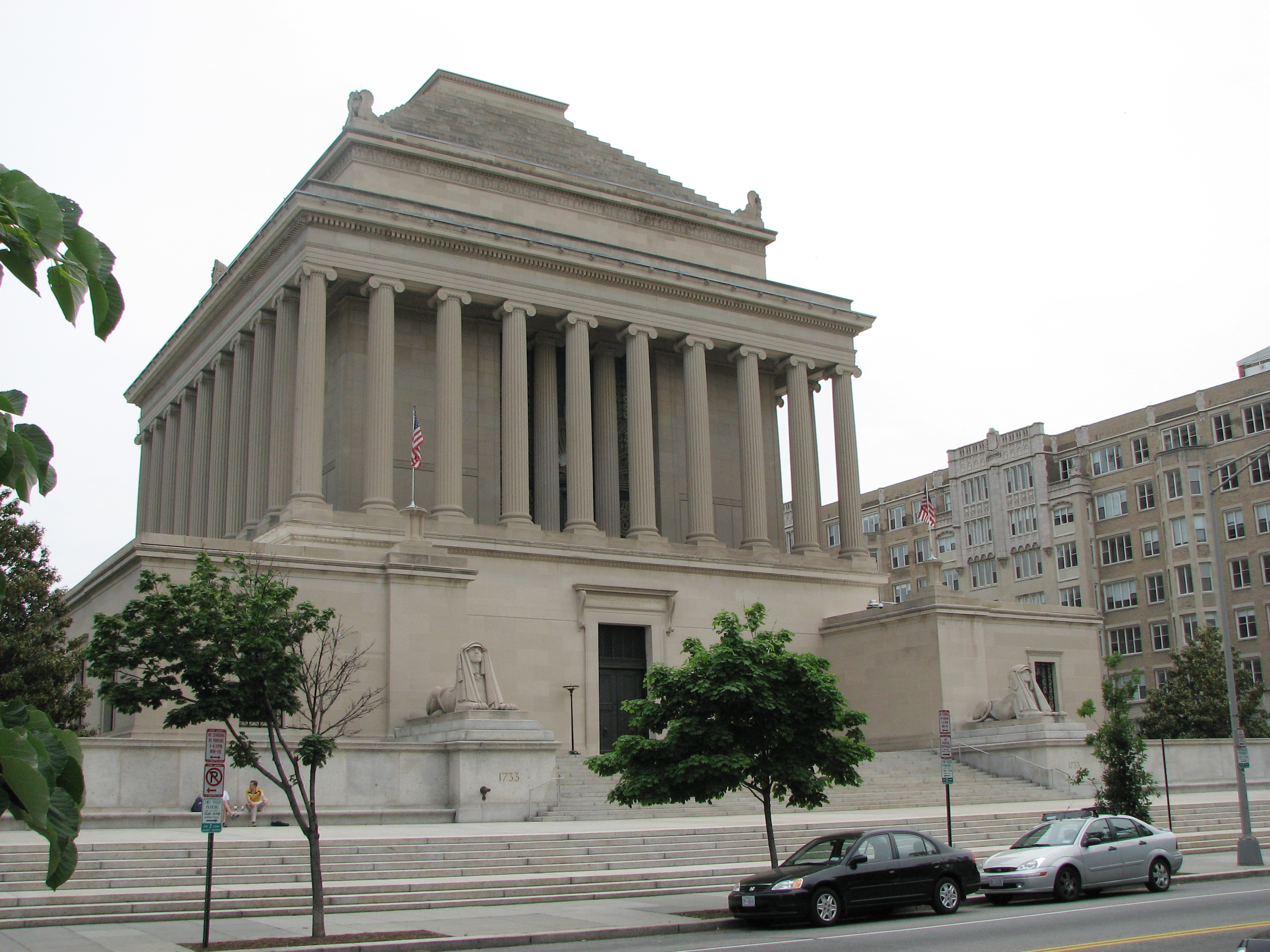
House of the Temple in Washington, DC (1915)
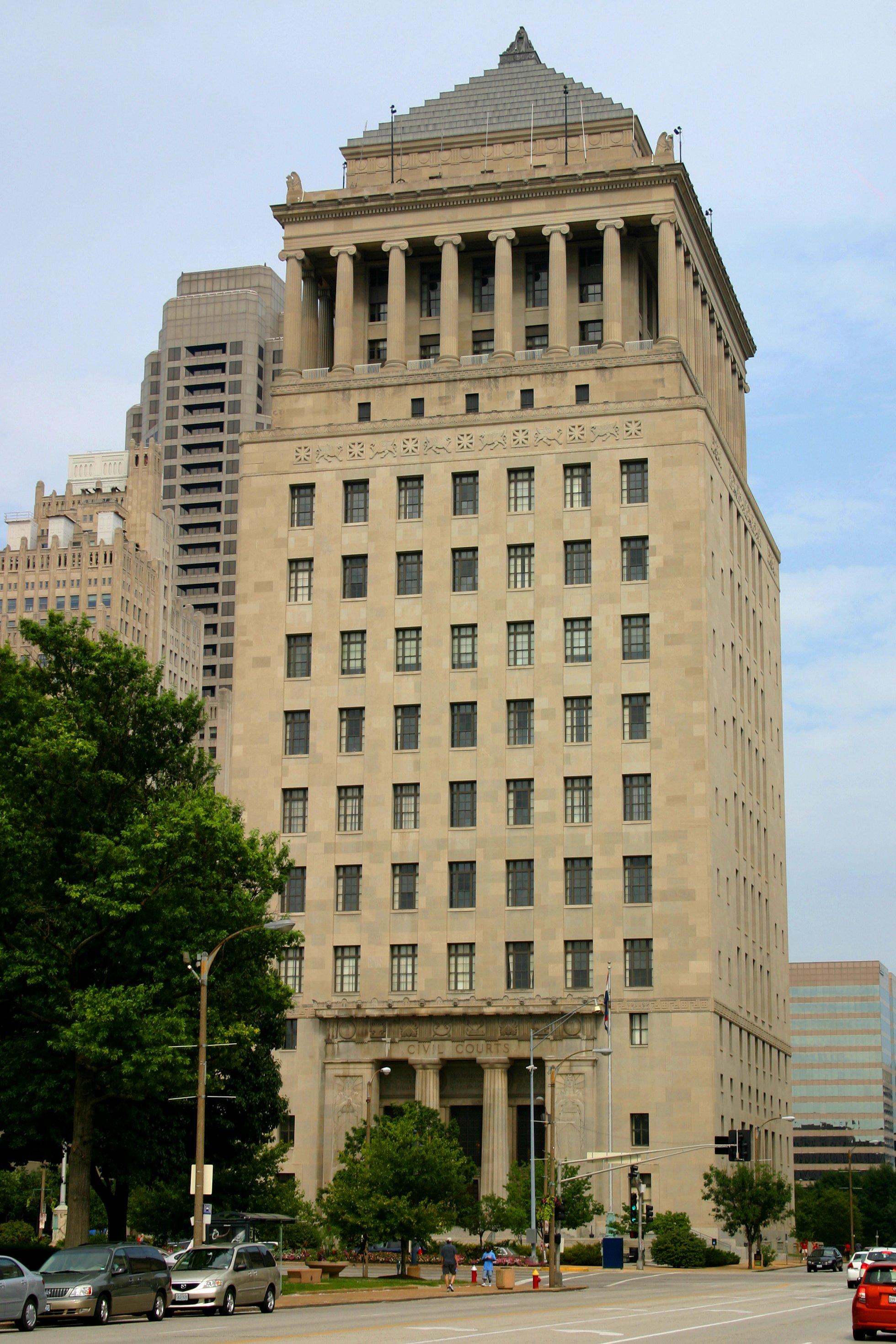
Civil Courts Building in Saint-Louis (1930)
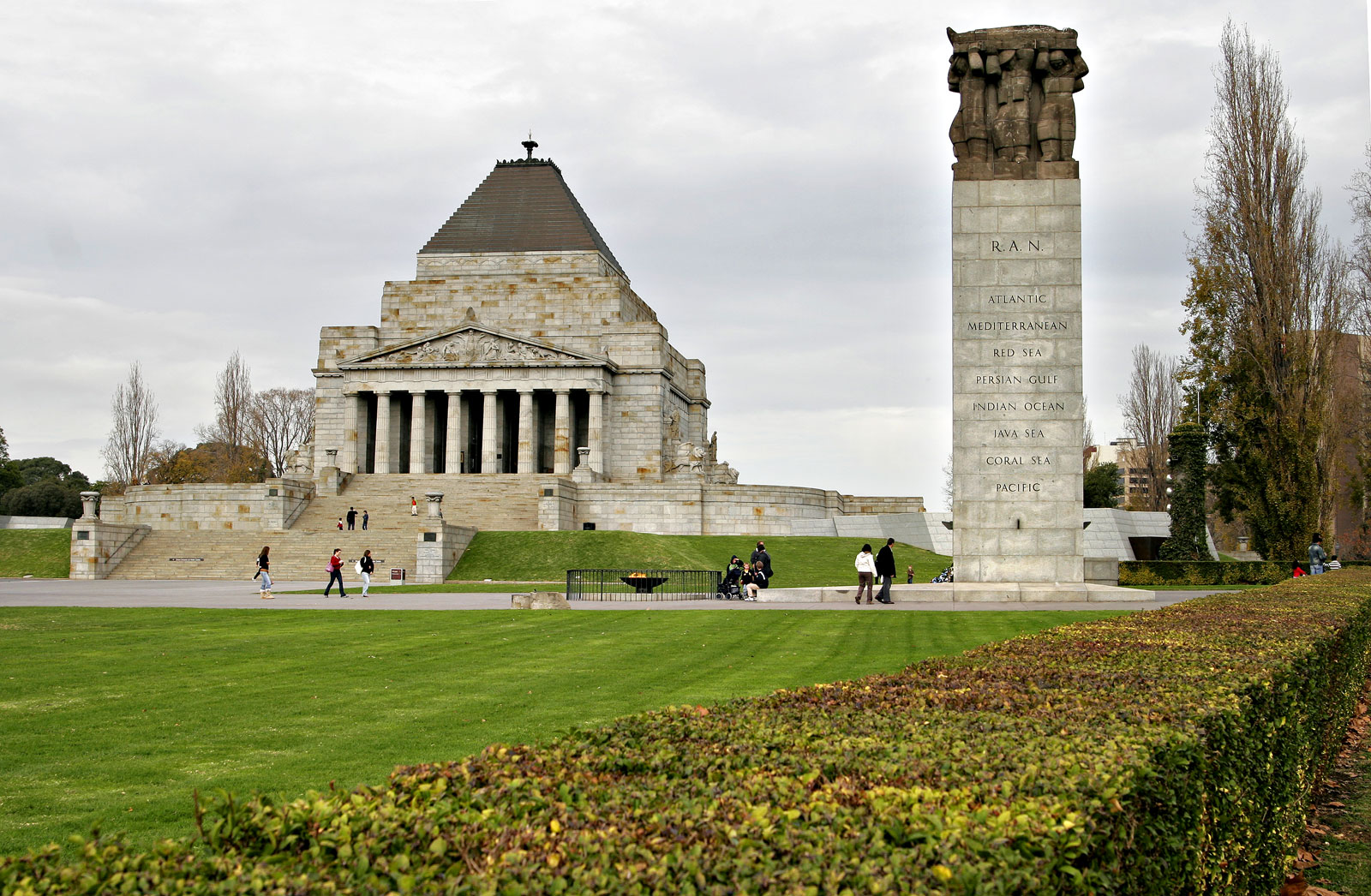
Shrine of Remembrance in Melbourne (1934)

Piramide van Cheops · Kolossus van Rodos · Hangende tuinen van Babylon · Mausoleum van Halicarnassus · Pharos van Alexandrië · Beeld van Zeus te Olympia · Tempel van Artemis in Efeze